# Roberto Carlos ‘88
Volver es el nombre del 48° álbum de estudio en español grabado por el cantautor brasileño Roberto Carlos, Fue lanzado al mercado bajo el sello discográfico CBS Discos a inicios de 1988. como muchos de sus álbumes se titula Volver, por lo que se denominan por el más conocido o el primero de los temas incluidos en el mismo, pero en este caso, se denominó por el año.
Fue publicado bajo el sello discográfico de Sony Music y Forma parte de la lista de  los 100 discos que debes tener antes del fin del mundo, publicada en 2012 por la misma disquera.

## Problemas por plagio[2]
El disco, como su versión en portugués, contaba con 10 canciones, pero una de ellas, como se habló en el disco anterior, se removió por plagio. Esto ocurrió en 1990, cuando Sabastiao Braga acusó a Roberto Carlos de un plagio y entabló una demanda en la justicia exigiendo una indemnización. Tras varios años de proceso, el Supremo Tribunal Federal, la máxima instancia de la justicia brasileña, concluyó a finales de 2001 que Roberto Carlos plagió una de las canciones de Braga y ordenó el pago de la indemnización. Según la sentencia del tribunal, la canción "O Careta" (La Vida Te Ofrece Otras Cosas), de los compositores Roberto Carlos y Erasmo Carlos, es un plagio de la música "Locuras de Amor", del compositor Sabastiao Braga. El tribunal concluyó que "O Careta", grabada por Roberto Carlos en 1987, copió 48 compases de la música que Braga lanzó tres años antes. Según la legislación brasileña, la copia de por lo menos once compases musicales caracterizan el plagio. Pese a la decisión del tribunal, la justicia aún no ha determinado el valor de la indemnización que Roberto Carlos tiene que pagar. "La indemnización fue fijada inicialmente en 1,8 millones de reales (unos 600.000 dólares), pero estoy seguro de que será reducida", aseguró el abogado del cantante a "Extra". Después de eso Roberto Carlos decidió demandar a Braga por daños morales. Con ello las canciones "O Careta" y "La Vida Te Ofrece Otras Cosas" fueron removidas de sus respectivos discos, aunque la versión en español se encuentra en el disco "Línea Azul Vol. 8".

## Lista de canciones
Todas las canciones están en el álbum, menos "La Vida Te Ofrece Otras Cosas", aunque antes perteneció a dicho disco:
- 1. Telepatía (Tô Chutando Lata)
- 2. Tristes Momentos
- 3. Volver
- 4. Antiguamente Era Así (Antigamente Era Assim)
- 5. Ingenuo y Soñador (Ingênuo e Sonhador)
- 6. La Vida Te Ofrece Otras Cosas (O Careta)
- 7. Si el Amor Se Va
- 8. Mis Amores
- 9. Aventuras
- 10. Cosas del Corazón (Coisas do Coração)